# Platydema subfascia
Platydema subfascia är en skalbaggsart som först beskrevs av Walker 1858.  Platydema subfascia ingår i släktet Platydema och familjen svartbaggar. Inga underarter finns listade i Catalogue of Life.